# Valverde (prowincja)
Valverde – jedna z 32 prowincji Dominikany. Stolicą prowincji jest miasto Mao.

## Opis
Prowincja położona na północy Dominikany, zajmuje powierzchnię 823 km² i liczy 163 030 mieszkańców 1 grudnia 2010.

## Gminy
| Lp.     | Gmina         | Liczba ludności (2010) | Powierzchnia (km²) |
| ------- | ------------- | ---------------------- | ------------------ |
| 1       | Esperanza     | 62 205                 | 222                |
| 2       | Laguna Salada | 23 962                 | 186                |
| 3       | Mao           | 76 863                 | 415                |
| Łącznie |               | 163 030                | 823                |